# The Lion’s Roar
The Lion’s Roar (с англ. — «Львиный рык») — второй студийный альбом шведского инди-фолк дуэта сестёр Йоханны и Клары Сёдерберг, известного как First Aid Kit. Он был выпущен 18 января 2012 года с помощью лейблов Wichita Recordings (Великобритания) и Redeye Distribution (США). Альбом был спродюсирован Майком Могисом, в его создании приняли участие Конор Оберст из американской группы Bright Eyes, Нейт Уолкотт и The Felice Brothers. Альбом был выпущен 18 января 2012 года.
Альбом получил положительные отзывы критиков и занял первое место в хит-параде Швеции.

## Отзывы
| Совокупная оценка   | Совокупная оценка |
| Источник            | Оценка            |
| ------------------- | ----------------- |
| AnyDecentMusic?     | 7.4/10            |
| Metacritic          | 81/100            |
| Оценки критиков     |                   |
| Источник            | Оценка            |
| AllMusic            | [ 3 ]             |
| The Daily Telegraph | [ 4 ]             |
| The Guardian        | [ 5 ]             |
| Mojo                | [ 6 ]             |
| NME                 | 8/10              |
| Pitchfork           | 7.6/10            |
| Q                   | [ 9 ]             |
| Rolling Stone       | [ 10 ]            |
| Spin                | 7/10              |
| Uncut               | [ 12 ]            |

Альбом получил в основном положительные отзывы критиков.
Его рейтинг на Metacritic равный 81 из 100 на основе нескольких рецензий означает «всеобщее одобрение».
Ребекка Николсон из The Guardian отметила, что это «большая и лучшая запись, чем их дебют, с уверенностью зрелости и ровным, уверенным звучанием инди-кантри». Хелен Кларк из musicOMH была столь же позитивна, заявив, что «этот альбом может стать тем самым альбомом, который заставит их оттеснить с дороги Лору Марлинг и Mumford and Sons, чтобы претендовать на место за первым столом». Как и в случае с предыдущими работами группы, критики высоко оценили пение Клары и Йоханны Сёдерберг, а The Independent отметила «чистые, характерные голоса группы, используемые в красиво модулированных, похожих на колокольчики гармониях».
17 сентября 2012 года альбом был переиздан в виде специального бокс-сета, включающего, помимо прочего, дополнительные треки и DVD с музыкальным видео.
Rolling Stone назвал песню «Emmylou» 10-й лучшей песней 2012 года и 96-й в списке 100 лучших песен десятилетия 2010-х годов. На ежегодной церемонии вручения шведской музыкальной премии «Грэммис» в 2013 году альбом получил три награды, включая альбом года, поп-музыку года и лучший альбом композиторов года.

## Коммерческий успех
Альбом сразу же стал № 1 в Швеции в первую неделю после выхода, возглавив национальный хит-парад Swedish Albums Chart. Он также достиг № 35 в первую неделю в британском чарте UK Albums Chart и был продан тиражом 76 759 копий в Великобритании по состоянию на июнь 2014 года.
По всему миру альбом был продан тиражом более 250 000 копий.

## Список композиций
Слова и музыка всех песен — Клары и Йоханны Сёдерберг.
| №   | Название                | Автор(ы)                         | Длительность |
| --- | ----------------------- | -------------------------------- | ------------ |
| 1.  | «The Lion's Roar»       |                                  | 5:07         |
| 2.  | «Emmylou»               |                                  | 4:18         |
| 3.  | «In the Hearts of Men»  |                                  | 4:14         |
| 4.  | «Blue»                  |                                  | 3:12         |
| 5.  | «This Old Routine»      | Söderberg/Söderberg/Joe Andert   | 4:24         |
| 6.  | «To a Poet»             |                                  | 5:44         |
| 7.  | «I Found a Way»         |                                  | 4:13         |
| 8.  | «Dance to Another Tune» |                                  | 4:51         |
| 9.  | «New Year's Eve»        |                                  | 3:07         |
| 10. | «King of the World»     | Söderberg/Söderberg/Конор Оберст | 3:39         |

| №   | Название | Длительность |
| --- | -------- | ------------ |
| 11. | «Wolf»   | 3:40         |

| №   | Название                         | Длительность |
| --- | -------------------------------- | ------------ |
| 11. | «Some Distant Memory»            | 5:05         |
| 12. | «The Lion's Roar» (live on KCRW) | 4:29         |

| №   | Название                 | Длительность |
| --- | ------------------------ | ------------ |
| 11. | «Wolf»                   | 3:40         |
| 12. | «Marianne's Son»         | 3:35         |
| 13. | «I Just Needed a Friend» | 3:29         |

## Чарты
| Чарт (2012)                           | Высшая позиция |
| ------------------------------------- | -------------- |
| Австралия (ARIA)                      | 36             |
| Австрия (Ö3 Austria)                  | 55             |
| Бельгия/Фландрия (Ultratop)           | 30             |
| Бельгия/Валлония (Ultratop)           | 88             |
| Дания (Hitlisten)                     | 14             |
| Нидерланды (Album Top 100)            | 41             |
| Финляндия (Suomen virallinen lista)   | 19             |
| Норвегия (VG-lista)                   | 3              |
| Швеция (Sverigetopplistan)            | 1              |
| Швейцария (Schweizer Hitparade)       | 76             |
| Великобритания (UK Albums Chart)      | 35             |
| США (Billboard 200)                   | 65             |
| США (Billboard Folk Albums)           | 4              |
| США (Billboard Independent Albums)    | 12             |
| США (Billboard Top Rock Albums)       | 17             |
| США (Billboard Top Tastemaker Albums) | 11             |

| Чарт (2012)                 | Позиция |
| --------------------------- | ------- |
| Швеция (Sverigetopplistan)  | 4       |
| США Folk Albums (Billboard) | 24      |
| Чарт (2013)                 | Позиция |
| Швеция (Sverigetopplistan)  | 33      |
| Чарт (2014)                 | Позиция |
| Швеция (Sverigetopplistan)  | 34      |

### Сертификации и продажи
| Регион                                                                      | Сертификация | Продажи |
| --------------------------------------------------------------------------- | ------------ | ------- |
| Норвегия                                                                    | —            | 11,000  |
| Швеция (GLF)                                                                | Платиновый   | 40 000  |
| Великобритания (BPI)                                                        | Золотой      | 76,759  |
| Данные о продажах + прослушиваниях приведены только на основе сертификации. |              |         |